# 7866 Сіколі
7866 Сіколі (7866 Sicoli) — астероїд головного поясу, відкритий 13 жовтня 1982 року.
Тіссеранів параметр щодо Юпітера — 3,476.